# Бледі Шкембі
Бледі Шкембі (алб. Bledi Shkëmbi, нар. 13 серпня 1979, Корча) — албанський футболіст, півзахисник клубу «Скендербеу».
Насамперед відомий виступами за клуб «Рієка», а також національну збірну Албанії.
Володар Кубка Албанії. Чемпіон Албанії.

## Клубна кар'єра
Народився 13 серпня 1979 року в місті Корча. Вихованець футбольної школи клубу «Скендербеу». Дорослу футбольну кар'єру розпочав 1997 року в основній команді того ж клубу, в якій провів три сезони, взявши участь у 80 матчах чемпіонату. 
Згодом з 2000 по 2002 рік грав у складі команд клубів «Теута» та «Етнікос Астерас».
Своєю грою за останню команду привернув увагу представників тренерського штабу клубу «Рієка», до складу якого приєднався 2002 року. Відіграв за команду з Рієки наступні два сезони своєї ігрової кар'єри. Більшість часу, проведеного у складі «Рієки», був основним гравцем команди.
Протягом 2004—2010 років захищав кольори клубів «Камен Інград», «Металург» (Запоріжжя), «Кривбас», «Теута», «Партизані», «Скендербеу» та «Беса».
До складу клубу «Скендербеу» повернувся 2010 року. Відтоді встиг відіграти за команду з Корчі понад 150 матчів у національному чемпіонаті.

## Виступи за збірну
У 2002 році дебютував в офіційних матчах у складі національної збірної Албанії. Провів у формі головної команди країни 14 матчів.

## Титули і досягнення
- Володар Кубка Албанії (1):

«Беса»: 2009–10
- Чемпіон Албанії (6):

«Скендербеу»:  2010–11, 2011–12, 2012–13, 2013–14, 2014–15, 2015–16
- Володар Суперкубка Албанії (2):

«Скендербеу»:  2013, 2014